# Pertusaria azulensis
Pertusaria azulensis är en lavart som beskrevs av B. de Lesd. Pertusaria azulensis ingår i släktet Pertusaria och familjen Pertusariaceae.   Inga underarter finns listade i Catalogue of Life.